# Вічка Гессе
Вічка Гессе — світлочутливі органи ланцетника. Вони розташовані по боках невроциля по ходу нервової трубки. Кожне вічко Гессе являє собою світлочутливу клітку, яка наче занурена в чашкоподібні пігментні клітини. Вони здатні уловлювати тільки напрямок та інтенсивність світла. Ці вічка схожі на примітивні вічка деяких вільноживучих плоских червів.
Вперше писані німецьким зоологом Ріхардом Гессе (нім. R. Hesse).